# Мельник Анатолій Васильович
Анатолій Васильович Мельник (11 серпня 1948, село Скраглівка, тепер Бердичівського району Житомирської області — ?, село Скраглівка, тепер Бердичівського району Житомирської області) — український радянський діяч, тракторист-комбайнер колгоспу «Комунар» Бердичівського району Житомирської області. Депутат Верховної Ради УРСР 9—10-го скликання.

## Біографія
Освіта неповна середня.
З 1964 року — тракторист колгоспу.
У 1969—1971 роках — служба в Радянській армії.
З 1971 року — тракторист-комбайнер колгоспу «Комунар» села Скраглівка Бердичівського району Житомирської області, тракторист колгоспу імені Леніна Бердичівського району Житомирської області.
Член КПРС з 1977 року.
Потім — на пенсії в селі Скраглівка Бердичівського району Житомирської області.

## Нагороди
- ордени
- медалі